# Кверфурт
Кверфурт (нем. Querfurt) — город в Германии, в земле Саксония-Анхальт. Входит в состав района Зале. Располагается к западу от города Галле.
Впервые упоминается между 881 и 899 годами
Население составляет 11 065 человека (на 31 декабря 2014 года). Занимает площадь 155,23 км². Официальный код — 15 2 61 045.

## Достопримечательности
- Старый город с многочисленными зданиями XVI—XVIII веков
- Замок Кверфурт — один из крупнейших по площади в Германии

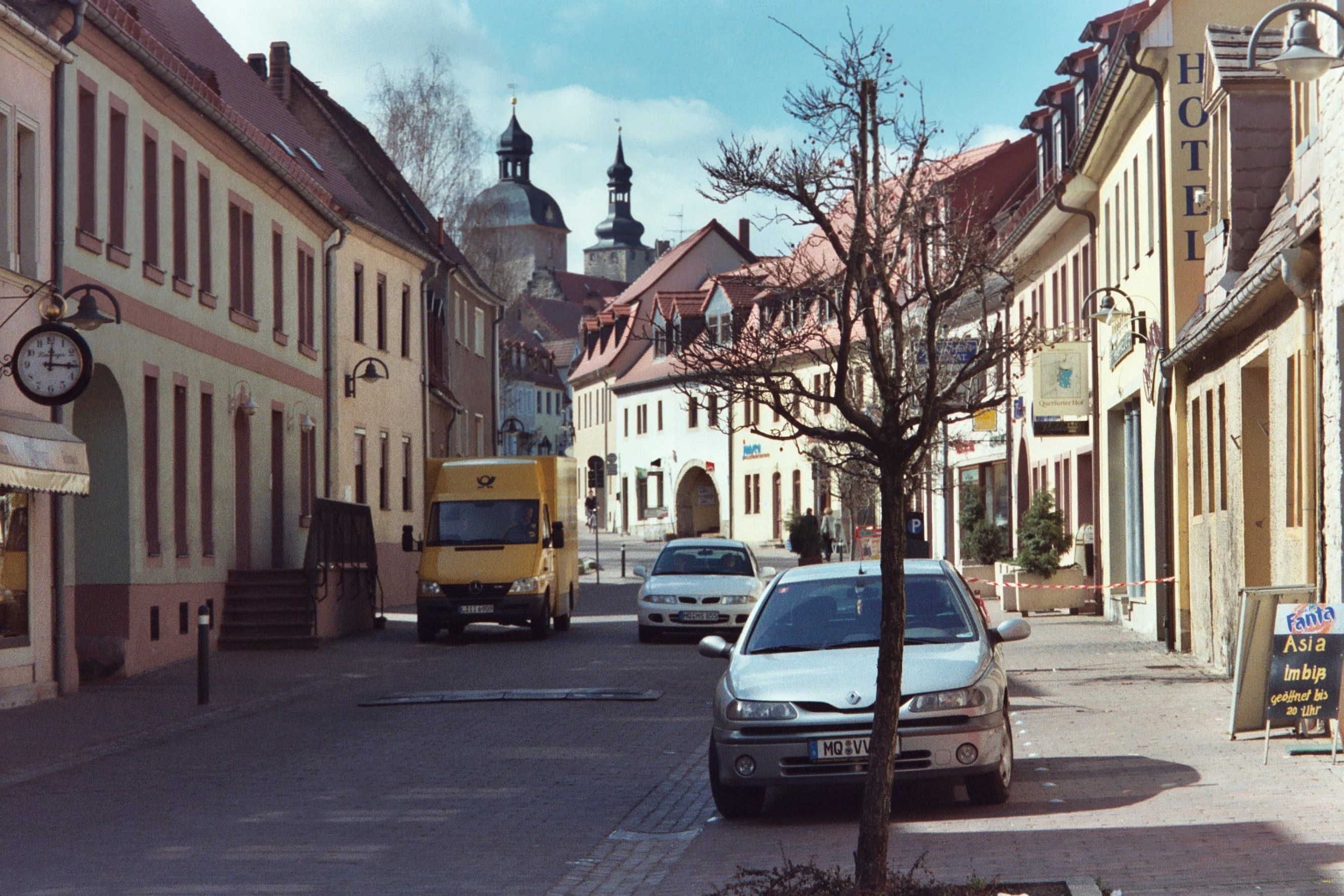
Улица в Старом городе
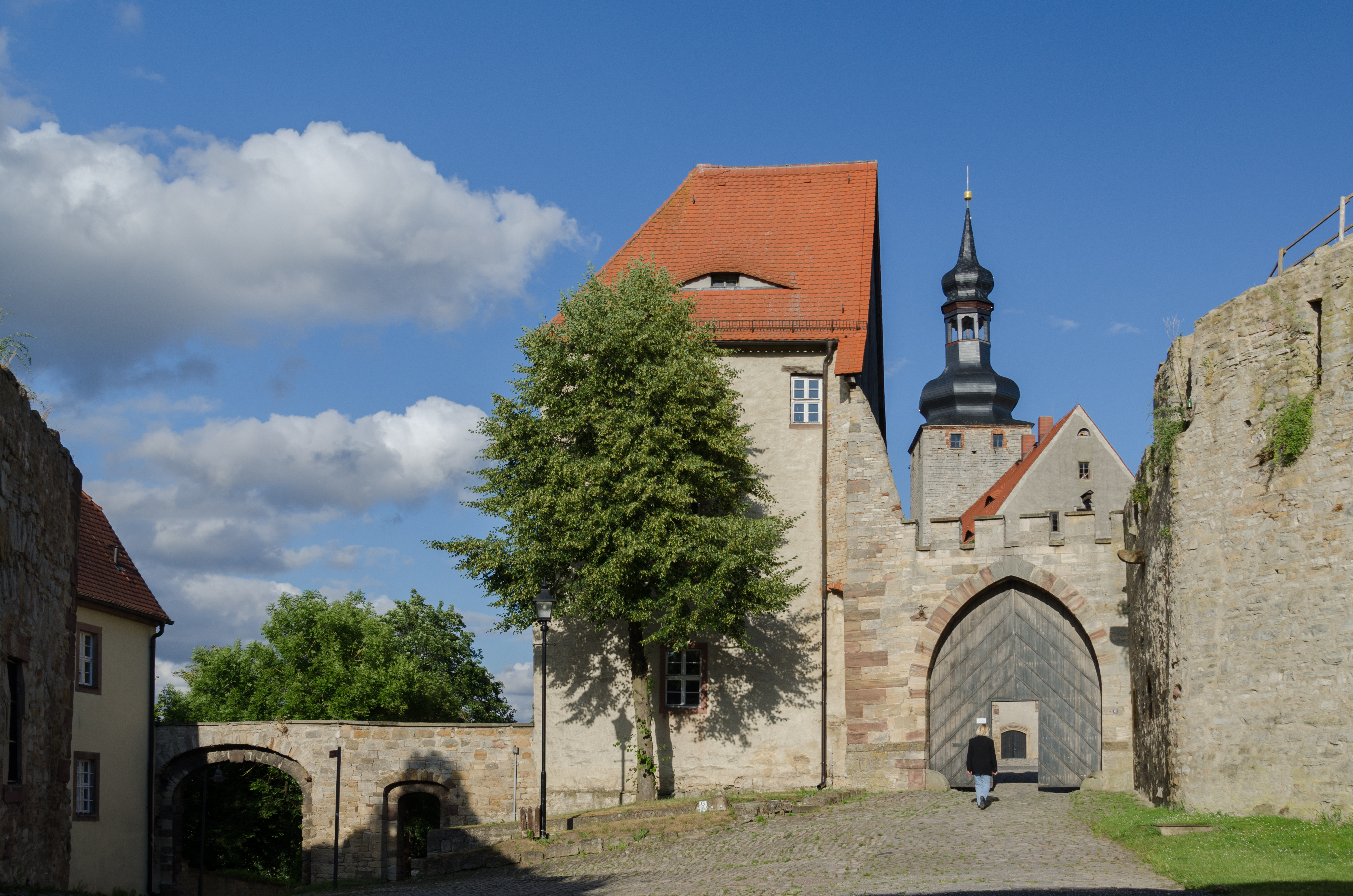
Ворота Кверфуртского замка